# Ardaszir I
Ardaszir I (gr. Artakserks) – władca Persji; założyciel dynastii Sasanidów (224/226–241).
W 224 w bitwie pod Hormizdeganem pokonał ostatniego króla Partów – Artabana IV i tym samym zakończył epokę panowania Arsacydów w Persji. W 226 zajął Ktezyfon i ogłosił się Szachinszachem „Wielkim Królem, Królem Królów”. W ciągu kilku następnych lat usunął z Persji opozycję wewnętrzną – zwolenników Partów – i rozpoczął suwerenne rządy nad imperium.
W 230 zajął Nisibis należące w tym czasie do Cesarstwa Rzymskiego i następnie podjął dalszą ekspansję w głąb Syrii. Wyprawa ta została zatrzymana przez skuteczny kontratak Rzymian. Po tym wydarzeniu sędziwy król przekazał tron swemu synowi Szapurowi I.